# میرزا نبی قزوینی
میرزا نبی قزوینی ملقب به امیردیوان دولتمرد عصر قاجار، داماد فتحعلی شاه و حکمران فارس و اصفهان در دوران سلطنت محمدشاه قاجار و همچنین پدر صدراعظم نامدار دوره ناصری  میرزا حسین خان سپهسالار بود.
عابدین بیک علی‌آبادی، پدر نبی‌خان که اصالتاً مازندرانی بود، در قزوین وارد دستگاه علینقی میرزا رکن‌الدوله (حاکم قزوین و پسر فتحعلی شاه) شد و رفته رفته تقرب یافته و مشاغل مهمی برعهده گرفت. نبی خان در خدمت علینقی میرزا پرورش یافت و در سلک خدمتگزاران دولت درآمد. پس از مدتی علینقی میرزا از پدرش استدعا کرد دختری به عقد او درآورد. فتحعلی شاه نیز از میان دختران خود، ماه‌نوش لب‌خانم افتخارالسلطنه را که مادرش از دیگر بانوان اندرون مقرب‌تر و محبوب‌تر بود، به او داد.
نبی خان در سال ۱۲۵۴ هجری قمری به پاداش لیاقتی که در فرونشاندن آشوب شهر شیراز از خود نشان داد، به حکومت فارس منصوب شد و یکسال در آن منطقه حکمرانی کرد. باردیگر در سال ۱۲۵۸ قمری به جای فرهاد میرزا معتمدالدوله به حکومت فارس رفت و در سال ۱۲۶۱ قمری حکمران اصفهان شد.
او در سال جلوس ناصرالدین شاه حکمران اصفهان بود و از مالیات آن شهر مبالغی برای شاه فرستاد تا او را که در امر تثبیت حکومتش با مضیقه مالی رو به رو بود، یاری کند.
نبی‌خان در اوایل حکومت ناصرالدین شاه درگذشت. او از خود چهار پسر و دو دختر باقی گذاشت: میرزا حسین خان سپهسالار (صدراعظم ناصرالدین شاه)، میرزا یحیی خان مشیرالدوله (هر دو از بطن دختر حاج اسماعیل آشوری قزوینی) نصرالله خان نصرالملک (از بطن زنی سیده) و عبدالله‌خان علاءالملک و نیم‌تاج‌خانم همسر حسین خان حسام‌الملک حاکم کرمانشاه (هر دو از بطن افتخارالسلطنه دختر فتحعلی شاه) و دختر دوم او با پسر میرزا فضل‌الله وزیرنظام ازدواج کرد.